# Рабийе Курназ против Джорджа Буша
«Рабийе Курназ против Джорджа Буша» (нем. Rabiye Kurnaz gegen George W. Bush) — художественный фильм немецкого режиссёра Андреаса Дрезена совместного производства Германии и Франции. Главные роли в нём сыграли Мельтем Каптан и Александр Шеер. Премьера картины состоялась в феврале 2022 года на 72-м Берлинском международном кинофестивале. Мельтем Каптан и автор сценария Лайла Штилер получили за свои работы «Серебряного медведя».

## Сюжет
Главная героиня фильма — живущая в Германии турчанка, сын которой без какой-либо вины оказывается узником Гуантанамо. Благодаря помощи адвоката Рабийе Куназ удаётся добиться освобождения сына.

## В ролях
- Мельтем Каптан — Рабийе Курназ
- Мерт Динцер — Цем Курназ
- Александр Шеер — Бернхард Доке
- Чарли Хюбнер — Марк Стокер
- Севда Полат — Нурийе
- Абдуллах Эмре Ёзтюрк — Мурат Курназ

## Релиз и оценки
Премьерный показ картины состоялся в феврале 2022 года на 72-м Берлинском международном кинофестивале, где исполнительница главной роли Мельтем Каптан и автор сценария Лайла Штилер получили «Серебряного медведя». 28 апреля того же года картина вышла в германский прокат.
Российский рецензент Тамара Ходова охарактеризовала картину как «крепкую политическую драму, вдохновленную классическими процессуальными фильмами, которые были популярны в Америке в 80-90-х, и приправленную турецко-немецким колоритом и комедией». Питер Брэдшоу из The Guardian раскритиковал «Рабийе Курназ» за сочетание весёлых интонаций с тяжёлым сюжетным материалом, но некоторые другие рецензенты сочли это скорее плюсом. Картину ставили в один ряд с «Эрин Брокович» и «Невидимой стороной».